# Ebon
Ebon è una municipalità delle Isole Marshall. L'atollo, composto da 22 isolette, una superficie di 5,7 km², una laguna interna di 108,4 km² e una popolazione di 902 abitanti (1999).

## Popolazione
| Popolazione |      |      |      |      |      |      |  |  |  |
| Anno        | 1958 | 1967 | 1973 | 1980 | 1988 | 1999 |  |  |  |
| Abitanti    | 819  | 836  | 740  | 887  | 741  | 902  |  |  |  |
|             |      |      |      |      |      |      |  |  |  |